# 徐树兰
徐树兰（1837年—1902年），字仲凡，浙江绍兴人，清朝举人、收藏家。光绪二年（1876年）中举，官至兵部郎中，因母病辞官，此后长期在地方出力。光绪二十一年（1895年）创办“绍郡中西学堂”（现绍兴第一中学），后聘蔡元培为学监。光绪二十六年（1900年）创办中国最早对公众开放的图书馆古越藏书楼（绍兴图书馆前身）。